# Bauer (motorfiets)
Bauer is een historisch Duits fietsen en motorfietsmerk.
De bedrijfsnaam was: L. Bauer & Co., later Bauer Werke GmbH, Klein-Auheim am Main.
Bauer maakte van 1936 tot 1939 fietsen met 75- en 98cc-Sachs-hulpmotoren. Na een onderbreking door de Tweede Wereldoorlog duurde het tot 1949 eer het merk weer op de markt kwam, opnieuw met gemotoriseerde fietsen maar ook met echte motorfietsen met 90-, 125-, 147-, en 175cc-123- tot 173 cc ILO- en Sachs-motoren. In 1952 bouwde Bauer een eigen 248cc-kopklep-eencilinder die echter volledig mislukte en de ondergang van het bedrijf inluidde. In 1954 verdween het van de markt.